# UFC 128
UFC 128: Shogun vs. Jones fue un evento de artes marciales mixtas celebrado por Ultimate Fighting Championship el 19 de marzo de 2011 en el Prudential Center, en Newark, Nueva Jersey.

## Historia
Este evento se esperaba que tuviera lugar en Abu Dhabi, el primer regreso de la promoción a los Emiratos Árabes Unidos desde UFC 112. Sin embargo, la organización desechó la idea después de no encontrar un lugar adecuado para el evento, ya que la sede temporal que fue UFC 112 había sido desmantelada.
La pelea entre Tito Ortiz y Antônio Rogério Nogueira, estaba relacionada con este evento, pero fue movida a UFC Fight Night 24.
El combate entre Brendan Schaub y Frank Mir se esperaba que tuviera lugar en este evento. Sin embargo, Schaub terminó peleando contra Mirko Filipović.
La pelea entre Chael Sonnen y Yoshihiro Akiyama se informó brevemente pero Sonnen se declaró culpable de cargos federales de blanqueo de dinero y su contrato se había puesto en espera por la UFC. Nate Marquardt fue firmado para enfrentarse a Akiyama. Sin embargo, el 12 de marzo, se anunció que Akiyama tuvo que retirarse de su pelea con Nate debido a la tragedia en Japón. Dana White anunció a través de Twitter que Dan Miller sería retirado de las preliminar para reemplazar a Akiyama en la tarjeta principal. El rival original de Miller, Nick Catone, se enfrentó a Costa Philippou que hacía su debut en la UFC.
Durante la entrevista posterior a la pelea de Jon Jones después de su victoria sobre Ryan Bader en UFC 126, Joe Rogan anunció que Rashad Evans se había lesionado la rodilla durante el entrenamiento. Jones fue informado de que el UFC quería reemplazarlo por Evans en la pelea contra Maurício Rua en el evento estelar por el Campeonato de Peso Semipesado de UFC. Jones aceptó, y la pelea fue programada para tal evento.
A Quinton Jackson se le ofreció originalmente la pelea antes de Jon Jones. Él declinó la pelea diciendo que nunca tomaría una pelea con sólo un aviso de cuatro semanas. También afirmó que pesaba 250 libras y tendría que perder 45 libras en ese período de tiempo de cuatro semanas y no tendría tiempo para entrenar.

## Resultados
1. ↑  Por el Campeonato de Peso Semipesado de UFC.

## Premios extra
Cada peleador recibió un bono de $70,000.
- Pelea de la Noche: Edson Barboza vs. Anthony Njokuani
- KO de la Noche: Brendan Schaub y Erik Koch
- Sumisión de la Noche: No hubo sumisiones.